# Понікев (Малопольське воєводство)
Понікев (пол. Ponikiew) — село в Польщі, у гміні Вадовиці Вадовицького повіту Малопольського воєводства.
Населення — 1196 осіб (2011).

## Географія
Селом протікає річка Понікевка.

## Демографія
Демографічна структура станом на 31 березня 2011 року:
|          | Загалом | Допрацездатний вік | Працездатний вік | Постпрацездатний вік |
| -------- | ------- | ------------------ | ---------------- | -------------------- |
| Чоловіки | 594     | 105                | 418              | 71                   |
| Жінки    | 602     | 94                 | 370              | 138                  |
| Разом    | 1196    | 199                | 788              | 209                  |